# CCMCO-Syndrom
Das CCMCO-Syndrom, Akronym für Congenitale Catarakt, Mikrokornea und Cornea-Opazität (Eintrübung), ist eine sehr seltene angeborene Erkrankung mit den namensgebenden Hauptmerkmalen.
Synonyme sind: englisch Congenital cataract microcornea with corneal opacity; Anterior segment dysgenesis 7, with sclerocornea; CORNEAL OPACIFICATION WITH OTHER OCULAR ANOMALIES; COPOA; SCLEROCORNEA WITH OTHER OCULAR ANOMALIES
Die Erstbeschreibung stammt aus dem Jahre 2011 als rezessive Form einer Dysgenesie des vorderen Augensegmentes (Kerato-irido-lentikuläre Dysgenesie; englisch Anterior segment mesenchymal dysgenesis) durch den Augenarzt Kamron Khan und Mitarbeiter.

## Verbreitung
Die Häufigkeit wird mit unter 1 zu 1.000.000 angegeben, die Vererbung erfolgt autosomal-rezessiv.

## Ursache
Der Erkrankung liegen Mutationen im PXDN-Gen auf Chromosom 2 Genort p25.3 zugrunde, welches für Peroxidasin homolog kodiert.

## Klinische Erscheinungen
Klinische Kriterien sind:
- angeborene Katarakt
- Mikrokornea
- Hornhauttrübung

## Diagnose
Die Diagnose ergibt sich aus der augenärztlichen Untersuchung und wird durch humangenetische Analyse gesichert.
Einzelheiten zu Diagnose und Behandlung s. unter den aufgeführten Augenveränderungen.